# Shatter (comics)
Pour les articles homonymes, voir Shatter.
Shatter est un comics créé en 1984 par Peter Gillis et Mike Saenz publié par First Comics. Il a la particularité d'être le premier comics entièrement réalisé avec un ordinateur.

## Historique
Shatter est d'abord publié en mars 1985 dans le magazine informatique anglais Big K et, comme histoire secondaire, dans le comics Jon Sable publié aux États-Unis par First Comics. Big K cesse d'être publié et Shatter est alors diffusé seulement par First. La série est d'abord une série secondaire de Jon Sable avant de gagner son propre titre en décembre 1985. 14 numéros du comics sont publiés et Shatter s'arrête en avril 1988.

## Fabrication
Mike Saenz pour raconter cette histoire cyberpunk est le premier artiste à utiliser uniquement un ordinateur. Il travaille avec un Macintosh 128K et le logiciel MacPaint. Les capacités matérielles étant encore à l'époque limitées avec une capacité d'impression de 72 points par pouce, le rendu marque encore l'usage de l'ordinateur.

## Histoire
Shatter raconte l'histoire d'un policier Sadr al-Din Morales surnommé Shatter qui enquête sur une tuerie qui a fait quinze victimes parmi les membres d'un comité de direction d'une entreprise.